# Šantarovac
Šantarovac (en serbe cyrillique : Шантаровац) est un village de Serbie situé sur le territoire de la ville de Jagodina, district de Pomoravlje. Au recensement de 2011, il comptait 387 habitants.

## Démographie

### Évolution historique de la population
| 1948 | 1953 | 1961 | 1971 | 1981 | 1991 | 2002 | 2011 |
| ---- | ---- | ---- | ---- | ---- | ---- | ---- | ---- |
| 924  | 894  | 843  | 712  | 616  | 531  | 453  | 387  |

|  |